# Prestonia
Prestonia es un género de fanerógamas de la familia Apocynaceae. Contiene unas 200 especies. Es originario de México y América tropical.

## Descripción
Son bejucos generalmente grandes y leñosos, con látex lechoso o acuoso. Hojas opuestas, sin glándulas en el nervio principal. Inflorescencias axilares, racemosas o furcadas y con 2–3 ramas racemosas, flores generalmente amarillentas, a veces blancas o verdosas, hasta rosadas o anaranjadas; corola hipocrateriforme o infundibuliforme, con anillo engrosado rodeando la boca del tubo; anteras aglutinadas a la cabeza de estilo; ovario apocárpico. Folículos en pares (o 1 abortado), gruesamente lineares; semillas secas, apicalmente comosas.

## Taxonomía
El género fue descrito por Robert Brown y publicado en On the Asclepiadeae 58. 1810. La especie tipo es: Prestonia tomentosa R. Br. 

## Especies seleccionadas
- Prestonia acrensis J.F.Morales
- Prestonia acutifolia K.Schum.
- Prestonia agglutinata Woodson
- Prestonia allenii Woodson
- Prestonia annularis (L.f.) G.Don - contraculebra del Perú[4]